# 急性早幼粒细胞白血病
急性早幼粒细胞白血病（acute promyelocytic leukemia，APML，APL）又稱急性前髓細胞白血病，是一种亚型急性骨髓性白血病。1957年，法国和挪威的医生首次提到急性早幼粒细胞白血，當時患者的生存期不到一周。隨新藥發明與演進，預後已大大改善；現今患者的10年生存率估计约为80-90%。

## 發病機制
急性早幼粒細胞白血病的特徵是染色體易位，涉及17号染色体 (RARA) 上的视黄酸受体α基因。 95% 的 APL 病例中，17號染色體上的維甲酸受體-α (RARA) 基因與15号染色体上的早幼粒細胞白血病基因 (PML) 相互易位，這種易位表示為 t(15;17)(q24) ;q21). RAR 受體依賴於視黃酸(Retinoic acid)來調節轉錄。 